# خریستو ایلیف
خریستو ایلیف (بلغاری: Христо Бристов Илиев؛ ۱۱ مهٔ ۱۹۳۶ – ۲۴ مارس ۱۹۷۴) بازیکن فوتبال اهل بلغارستان بود.
از باشگاه‌هایی که در آن بازی کرده‌است می‌توان به باشگاه فوتبال بوتو پلوودیو و باشگاه فوتبال لفسکی صوفیه اشاره کرد.
وی همچنین در تیم ملی فوتبال بلغارستان بازی کرده‌است.